# Верхоглядово
Верхоглядово — деревня в Кирилловском районе Вологодской области.
Входит в состав Талицкого сельского поселения, с точки зрения административно-территориального деления — в Талицкий сельсовет.
Расстояние по автодороге до районного центра Кириллова — 75,5 км, до центра муниципального образования Талиц — 10,5 км. Ближайшие населённые пункты — Займищи, Окунево, Прядихино.
По переписи 2002 года население — 20 человек (9 мужчин, 11 женщин). Всё население — русские.